# Rodna i polna anksioznost
Rodna i polna anksioznost, ili rodni i polni anksiozni poremećaj i konflikti rodnih uloga, definišu se kao „opsesivna briga u arbitriranju oko granica između muškog i ženskog, koji može nastati još od perioda najranijeg detinjstva“. U svakodnevnom životu rodne uloge značajno su predodređene društvenim i kulturalnim očekivanjima, jasno su određene (normirane) „i u priličnoj meri su dihotoma ponašanja koja su očekivana, poželjna, a sve u skladu sa polom.“
U uslovima kada dolazi do nezadovoljavanje normiranih „rodnih obeležja“, ponašanje može biti izmenjeno i izazvano ličnim doživljajem visokog stepena distresa, koji se psihofizički ispoljava različitim stepenom intenziteta i kvalitetom anksioznosti.
Pravovremenom i prevashodno stručnom metodologijom u mogu se identifikovati osobe sa rizikom za razvoj rodne i polne anksioznosti, zbog oskudno reagovanja na stres (zasnovanog na lošim adaptivnim (coping) strategijama), ili nesnalaženja u sferi interpersonalnog (gde osoba nema dobre socijalne veštine za razumevanje socijalnog konteksta). Kod takvih osoba eventualna intervencija terapeuta (više struka) ima za cilj da im pomogne da postanu više promišljeni, komforniji, snalažljiviji i sa akciono orijentisanim adaptacionim (coping) strategijama na polnu i rodnu anksioznost.

## Pojmovi - pol, rod, rodni identitet
Da bi definisali pojam rodnog identiteta, mora se prvo uočiti razlika između pojmova pol i rod:
Pol
Pol je ono što se dobija genotipom, i odnosi se na biološku datosti i posedovanje primarnih seksualnih karakteristika. Međutim, osobu u seksualnom ne određuju samo geni, anatomija i hormoni, već i kompleksni rodni činioci (vidi rod i rodni identitet).
Rod
Pored bioloških, veliki značaj imaju i društveni i psihološki faktori, ili rodni činioci, kao socijalno profilisan i personalno posredovan odnos prema biološkoj datosti, odnosno prema sopstvenoj polnosti.
Rodni identitet
Pojam rodni identitet oslanja se na razmatranju, i na osnovu toga određuje kao identitet pojedinca koji je doživljen s obzirom na sopstvenu individualnost kao pripadnika muškog ili ženskog pola; osjećaj samosvesnosti koji se tretira kao unutrašnje, lično iskustvo javno izražene polne uloge.
Sve više se u naučnim krugovima i društvu napušta ideja o rodnom identitetu kao rigidnoj formaciji koja obuhvaća isključivo maskuline ili isključivo feminine identifikacije i atribute, jer se smatra da postoji određena ravnoteža između ove dve vrste
identifikacija. Na svesnom nivou prevagu svakako imaju atributi sopstvenog pola, ali na nesvnesnom nivou identifikacije sa suprotnim polom nastavljaju da postoje kao trajni kapaciteti.

## Anksioznost
Anksioznost je neprijatno stanje koje se karakteriše osećanjem stalne strepnje i straha da će se nešto nepredvišeno i strašno dogoditi. Ovo stanje prati neprijatna fizička i emocionalna napetost celog tela i unutrašnji nemir.
Anksiozne osobe su u nekoj vrsti neprekidnog stanja strepnje ili iščekivanja. Osoba je stalno u „gardu“ za odbranu tj. na oprezu, kao da joj se sprema neka iznenadna i nepredviđena opsanost.
Anksioznost koja predstavlja spoj straha i eventualnog budućeg zla je doživljaj stalnog i produženog straha, koji je u niskom intenzitetetu prisutan kod svih nas npr. pre porođaja, putovanja, ženidbe itd. Međutim postaje i patološka stanja anksioznosti kada, kada je strahovawe (ili iččekivanje) preteranog intenziteta ili prekomerno prolongirano, ili kada u takvoj osobi pokreće odbrambene mahanizme koji se ozbiljno prepliću sa efikasnošću u životu neke osobe.
Međunarodna klasifikacija bolesti (MKB-10)
U MKB-10 anksioznost je svrstana u grupu psihički poremećaji kod kojih je anksioznost dominantan simptom. Ovi psihički poremećaji svrstani su u grupu anksioznih poremećaja (F 41), i nadalje, su svrstani u grupu neurotskih, stresom uslovljenih i somatoformnih poremećaja.

## Polazne osnove
Načelno gledano anksioznost, kao fenomen, odvojen je i samostalan u odnosu na rodne i polne odlike i odlike identiteta (heterosesksualni, homoseksualni i transseksualni). Razlike u ovim modalitetima su moguće između generatora, odnosno „trigera anksioznosti“, načina manifestovanja, strategija oponašanja itd.
Dosadađnja istraživanja u psihijatriji prave značajnu diskrepancu između polnog i rodnog identiteta, jer polni identitet određuju anatomski atributi, a rodni odnosi nastaju kao neprekidni subjektivni doživljaj sopstvenog pola. Rod je direktno povezan sa rodnim ulogama koje su očekivane i nametnuta, usvojenim društvenim ponašanjem i polno su diferencirane. Po tome rod je određen standardima kulture u kojoj živimo a ti standardi su promenjljivi, i nisu isti u različitim epohama i kulturama.
Tvrdnje više autora da su rodne uloge, značajnije od seksualnih (muško-ženski), objašnjava veća zastupljenost anksioznosti u djevojčica nego u dečaka. Izraz straha i anksioznosti je prihvaćen, pa čak i „odomaćen“ među djevojkama, ali je u suprotnosti sa muškom rodnom ulogom: jer se od dečaka očekuje da se suoče sa svojim strahovima i koriste adaptivno ponašanje da se nosi sa situacijom. Iako je veza između anksioznosti i rodne uloge dobro poznata kod odraslih, empirijski dokazi kada su u pitanju dece su mnogo oskudniji.
Hijerarhijske višestruke analize regresije kojim je istraživan uticaj rodne uloge u odnosima između rodne uloge i anksioznosti, pokazale su da rodne uloge bolje objašnjava anksioznost nego biološki pol. Također, emocionalna inteligencija (EI) i interakcija između EI i rezultata muško-ženskog stereotipa (MF) su značajni prediktori anksioznosti. Na primer deca sa niskim rezultatima MF i niskom EI imali su značajno viši nivo anksioznosti, dok su oni sa visokim rezultatima MF i visokom EI imali najniži nivo anksioznosti.
Ovi rezultati pokazuju ne samo efekat rodne uloge u razvoju anksioznosti, ali i ublažavajući (smirujuće) efekte emocionalna inteligencija (EI).

## Rodna anksioznost
Rodna anksioznost (rodni poremećaji) su „opsesivna briga u arbitriranju oko granica između muškog i ženskog, koji može nastati još od perioda najranijeg detinjstva“. Na osnovu ovih stavovova ona se ne odnosi samo na indidivualni, već i na globalni sociološki plan, i ispoqava se kroz preterana očekivanja i zabrinutost povezanu sa frizurom, oblačenjem, veoma često načinom gestikulacije, govora, gestikulacije, manira, izbor profesije, afiniteta i drugi spolja vidljivim muškim ili ženskim atributima.

### Rodni stresori
Rodni stresori su u svakodnevnom životu čoveka neizbežni, ali individualne adaptacione (coping) strategije određuju stepen efikasnosti individualnog adaptacionog stila. Takođe prema Lazarusu (1984) koji podrazumeva da događaji imaju stresogeno dejstvo ukoliko sredinski uslovi remete ili prete da će poremetiti fizičko ili psihološko funkcionisanje pojedinca, možemo zaključiti da istovetni događaji nemaju podjednako stresogeno dejstvo niti jedna osoba uvek na isti način reaguje na događaj koji može biti
stresogen.

#### Individualne adaptacione (coping) strategije na rodne stresore
U procesu suočavanja sa rodnim stresom postoje različite faze. Inicijalno se izdvaja proces kognitivne procene, pod kojom se podrazumeva procena sredinskih zahteva i individualnih snaga za suočavanje sa stresom. U Tom uslovima adaptacione (coping) strategije podrazumevaju primenu različitih načina suočavanja sa stvarnim ili anticipiranim problemima vezanim za rodni i polni identitet i njihovim pratećim emocijama.
Prema teoriji Lazarusa i Folkmana (1984), napravljena je distinkcija između:
- Strategija suočavanja usmerenih na rešavanje problema. Ova strategija ima za cilj rešavanje problema, koji uključuju, pokušaje pojedinca da promeni stresor u smislu konfrontacije i planskog rešavanja problema.[13]
- Strategija usmerenih na emocije. Ova strategije usmerene je na emocije, i ima za cilj da pokuša da reguliše negativne emocionalne reakcije u odnosu na stresor. Ovi pokušaji najčešće obuhvataju samokontrolu i distanciranje.[14]

Epidemiološki gledano ne postoje veće razlike na uticaje rodnih stresora između žena i muškaraca žene ili za veći rizik razvoja rodnog anskioznog poremećaja. Čak šta više, suprotno od očekivanog oba pola su na stresore podjednako osetljiva.
| „ | Istraživanja u ovom domenu donela su saznanja o tome da ukoliko su mehanizmi oponašanja nisu efikasni, u borbi sa rodnim stresorima, rezultat će biti hronična anksioznost koja kod žena povećava sklonost ka razvoju depresije, a kod muškaraca zloupotrebi psihoaktivnih supstanci. | ” |

### Klinička slika
Rodna anksioznost kao obični anksiozni poremećaj u kliničkom smislu karakteriše se anksioznošću strepnjama (koje su po svojoj suštini preterani iracionalni strah) izazvan situacijama koje inače nisu opasne.
Pacijent takve situacije najčešće izbjegava ili ih podnosi ali sa strahom, dok njegova zabrinutos može biti usmerena na individualne simptome poput lupanja srca ili nesvestice. Ovi simtomu su često povezani sa sekundarnim strahom od smrti, gubitka kontrole ili „da će poludjeti”.
Kod žene, emocije su više izražene te ih one i dublje osećaju. Kada žena izgubi nešto ili nekog dragog, ona se vrlo lako prepusti očajavanju ili okrivljavanju sebe, nego što bi to učinio muškarac. Budući da su učene da budu pasivne i zavisne, žene lako stiču utisak da ne mogu upravljati ni svojim životom, niti odlukama. Preterano se oslanjanjju na spoljašnje faktore i druge ljude što kod njih dovodi do pojačanih strahova za koje žene veruje da nene mogu da utiču. Izbegavajući poremećaji uz hronično nisko samopoštovanje žene zapadaju u dublju anksioznost, praćenu idejom da je ženska uloga pasivna.
Muškarci su agresivniji od žena, oni svoje probleme „izbacuju iz sebe“. Umesto da sebe okrivljuju i oplakuju, oni češće biraju da se napiju ili posvađaju, udare nekog/nešto i na taj način isprazne (razblaže) anksioznost.
Kliničkom sliko dominiraju često i razmišljanje o fobijskoj situaciji, što uobičajeno stvara prethodna anksioznost, tako da se fobična depresija i anksioznost često javljaju zajedno.

### Dijagnoza
Postavljanje dijagnoze zasniva se na dva osnovna kriterijuma, čije je prisustvo je neophodno:
- insistiranje osobe na tome da ona zapravo jeste i pripada suprotnom polu
- klinički dokazi o jasnom i snažnom diskomforu (koji uključuje odvratnost prema telesnim organima i želju da se hirurškim putem promene polni organi), pre svega vezanom za sopstveni telesni pol na rođenju.

## Polna anksioznost
I pored uvreženog mišljenja i širokih i konzistentnih dokaza povezanim sa ulogom pola u prevalenci anksioznih poremećaja, značajno manje su se epidemiološke studije bavile proučavanjem uticaja pola na ove epidemiološke parametre u različitim anksioznim poremećajima, ili na koji način pol utiče na osnovne epidemiološke paramentre kao što su; životna dob u vreme pojave prvih tegoba, dužina bolesti i obrasci vezani za komorbiditet.
Na osnovu dosadašnjih shvatanja da su žene te koje više brinu, u odnosu na muškarce, koji manje osećaju stres i zabrinutost. U skladu sa tim, istraživanja su pokazala da žene imaju najmanje dva puta veću verovatnoću obolevanja od anksioznih poremećaja, zbog transkulturalno gledano, bioloških razlika među polovima kada su u pitanju ovi poremećaji. Dosadašnja istraživanja te razlike otkrivaju u socijalnim, psihološkim i biološkim faktorima (očekivanja od žena nakon venčanja, formiranje porodice, stvaranje i negovanje mpotomstva, odgovornost vezana za majčinstvo, očekivanja da pomažu drugima i da preuzimaju rešavanje određenih problema), koji na određen način mogu objasniti ovu činjenicu. Tako nametnuti uslvi u velikom broju vode zanemarivanju ličnih potreba žene, što može biti generator anksioznosti.
Određene fizičke i biološke promene kod žena, takođe mogu doprineti njihovoj anksioznosti. Na primer, muškarci biološki gledanao nemaju iskustva vezana za promene raspoloženja koje se javljae kod žena za vreme menstrualnog ciklus, trudnoće ili menopauze.

### Individualne adaptacione (coping) strategije polova
U pogledu adaptacionog stila ili koping strategije uodnosu na anksioznost reakcije muškaraaca i žena bitno se razlikuju. Žene uglavnom traže savet, molitvu ili ventilaciju, dok se muškarci generalnoo kreću fizičkim rasterećenjima, kao štosu rad ili sportske aktivnosti.

### Etiološki faktori
Najčešći etiološki faktor koji su do sada istraživani vezano za polne razliku i naksioznost su;
Hormoni
Nekoliko skorijih studija (dodušr sprovedenih na animalnom modelu) ukazalo je na to da hormonske razlike među polovima, žene čine biološki mnogo sklonijim razvoju anksioznost od muškaraca. To se objašnjav činjenicom da nivo testosterona (kod muškaraca) umanjuje nivo anksioznosti, kao i da je odgovor CNS-a na nivo stresa različit među polovima (ćelije ženskog mozga su osetljivije na stres hormon i manje adaptibilne na isti).
| „ | Polne razlike mogu biti prozor koji pruža nove perspektive bioloških mehanizama afektivnih bolesti. Jedan od moderatora emocionalnog reagovanja tokom adolescencije je poplava hormona koja izaziva prenaglašeno ispoljavanje emocija dečaka i devojčica. Ipak, razlika u vaspitanju konačno modelira njihove emocionalne reakcije. | ” |

Pol i životna dob
Anksioznost i starost, ali ne i njihova interakcija, su značajni prediktori pola. Do sada je ustanovljena mala, ali značajna povezanost između anksioznosti i pola, ali takođe i između anksioznosti i starosti. Pol predstavlja faktor koji je neophodno uzeti u obzir u prevenciji anksioznosti i interventnim programima, za razne polove i uzraste.

## Homoseksualna anksioznost
Rodni identitet prema spoljašnjim karakteristikama lako je objasniti. Većina osoba je rođena bilo sa muškim bilo sa ženskim genitalijama zbog kojih je lako fizički prepoznati osobu kao muškarca ili ženu. Zabuna među polovima nastaje onog momenta kada neka osoba ima genitalije muškarca ili žena, a emocionalno i psihički oseća se kao osoba suprotnog pola. Tako npr. dete čiji je biološki pol tipično ženski može imati rodni identitet i ulogu dečaka i obrnuto. Ova činjenica osobu koja prolazi kroz ove osjećaje, mogu uvesti u stresnu situaciju. Tako nastaju poremećaji rodnog identiteta koji se mogu ispoljiti u različitim nivoima ozbiljnosti od ranog detinjstva pa nadalje.
Deca i adolescenti kod kojih se razvio poremećaj rodnog identiteta često pokazuju osobine ponašanja koje pripadaju suprotnom polu, a u nekim slučajevima i tvrde da pripadaju tom polu. Svaka osoba sa poremećajem rodnog identiteta se različito ponaša, jer ima različite nivoe poremećaja. Neki mogu pokazati minimalnu zbunjenost rodnim identitetom, dok se drugi ponašaju očigledno i bez prikrivanja (vidljivo), družeći se sa vršnjacima suprotnog pola, noseći haljine, ili preferirati igre i aktivnosti koje se obično namenjene suprotnom polu. Međutim u fazi seksualna zrelost neusaglašenost rodnog identiteta i seksualne orijentacije mogu na kraju dovesti do stalne brige o svojoj rodnoj i polnoj pripadnosti što sovodi do poremećaja mentalnog zdravlja zbog povećane anksioznosti ili depresije.
Premisa anksioznosti kod LGBT osoba koje su u panici vezanoj za stalnu brigu o sopstvene seksualnosti i rodnoj ravnopravnsti, izloženosti homofobij, i drugim nareženim statusnim pitanjima u društvu, u sklopu simptoma koji se prepliću sa simptomima podtipa opsesivno kompulzivnih poremećaja (OKP),dovode ponekad do poremećaja koji se mogu nazvati i homoseksualna anksioznost ili homoseksualni OKP.
Ovaj vid rodne i polne aksioznosti kod LGBT nastaje prvenstveno kao posledica socijalne stigme koja je vezana za homoseksualnost i dodatnih poteškoća koje mogu imati LGBT osobe u traženju partnera i druženja sa njima u socijalnom okruženju. LGBT osobe mogu imati veći stepen anksioznosti sa iskazivanjem sopstvenih seksualnih preferenci, osim čuvanja tajne i izbegavanja druženja sa LGBT partnerima.
Osobe sa homoseksualnom panikom najčešće strahuju da su homoseksualne, iako su često već imale nekoliko partnera suprotnog pola i ne osećaju privlačn privlačnost prema osobama istog pola.
Anksioznost u rodnoj disforiji
Homoseksualna anksioznost jedan je od ptaećih poremećaja u depresivnom sindromu koji se javlja u rodnoj disforiji (poremećaju rodnog identiteta, rodni nesklad ili transrodnost) kod osoba koje disforiju doživljavaju zbog nezadovoljstva svojim identitetom (rodno/polnim) koji im je rođenjem dodeljen.
To je psihijatrijska klasifikacija koja primarno opisuje probleme povezane sa transekualnošću i transvestizmom i najčešće je primenjivana dijagnoza kod transseksualaca.

### Simptomi
Tipični simptomi homoseksualne anksioznosti, su:
| Reakcije                           | Manifestacije |
| ---------------------------------- | --- |
| Opsedajuće misli i sumnje          | - Ponavljajuće sumnje i dileme vezane za sopstvenu seksualnost. - Homoseksualne misli su odvratne (grozne) pre nego izazivajuće. - Nemogućnost da se oslobodi neželjene brige ili intruzivnih misli o tome da je LGBT. |
| Svakodnevne ponavljajuće ponašanje | - Viđanje osobe istog pola izaziva anksioznost i predstavlja triger neželjenih misli o tome da je LGBT. - Izbegavanje osoba istog pola zbog straha da će to dovesti do pojave neželjenih misli ili anksioznosti. - Ponavljajuće svakodnevne aktivnosti usled straha da ovakva ponašanja mogu biti izvedena na način LGBT osoba ili način koji bi drugim osobama bio signal da su homoseksualne (npr muškarac može osetiti potrebu da ustane sa stolice i da ponovo sedne ukoliko pomisli da je način na koji je ustao „ženski“ ili može brinuti o načinu na koji hoda smatrajući ga previše „ženskim“ ili znakom homoseksualnosti). - Ponavljajuće akcije mogu umanjiti anskioznost, nakon čega osoba oseća potrebu da ponovi istu aktivnost (ili ritual) više put akako bi umanjila anksioznost. |
| Neželjene misli i brige            | - Osoba sama oseća da su misli neprihvatljive, neprimerene i neadekvatne - Misli i brige u vezi sa davanjem znakova (signala) da je osoba možda homoseksualna. - Neželjene intruzivne misli o tome da je osoba LGBT. - Anksioznost nastala zbog toga što je LGBT u suprotnosti sa ličnim vrednostima i željama |

## Literatura
- Bruce, S. E.; Yonkers, K. A.; Otto, M. W.; Eisen, J. L.; Weisberg, R. B.; Pagano, M.; Shea, M. T.; Keller, M. B. (162). „Influence of psychiatric comorbidity on recovery and recurrence in generalized anxiety disorder, social phobia, and panic disorder: A 12-year prospective study”. American Journal of Psychiatry. 2005 (6): 1179—87. PMC 3272761 . PMID 15930067. doi:10.1176/appi.ajp.162.6.1179.
- Courtenay-Smith, N. (2009) Why do so many women loathe their looks? Asks Loose Women's Sherrie Hewson. Daily Mail,
- Ginsburg, G. S.; Silverman, W. K. (14). „Gender role orientation and fearfulness in children with anxiety disorders”. Journal of Anxiety Disorders. 2005 (1): 57—67. PMID 10770236. doi:10.1016/s0887-6185(99)00033-x. Проверите вредност парамет(а)ра за датум: |date= (помоћ)
- Gómez-Gil, E.; Zubiaurre-Elorza, L.; Esteva, I.; Guillamon, A.; Godás, T.; Cruz Almaraz, M.; Halperin, I.; Salamero, M. (2012). „Hormone-treated transsexuals report less social distress, anxiety and depression”. Psychoneuroendocrinology. 37 (5): 662—70. PMID 21937168. doi:10.1016/j.psyneuen.2011.08.010.
- Kessler, R.C., Chiu, W.T., Demler, O., Walters, E.E. (2005) Prevalence, severity, and comorbidity of 12-month DSM-iv disorders in the national comorbidity survey replication. Arch Gen Psychiatry, 62, str. 617-627
- Kessler, R. C.; McGonagle, K. A.; Zhao, S.; Nelson, C. B.; Hughes, M.; Eshleman, S.; Wittchen, H. U.; Kendler, K. S. (1994). „Lifetime and 12-month prevalence of DSM-III-R psychiatric disorders in the United States. Results from the National Comorbidity Survey”. Arch Gen Psychiatry. 51 (1): 8—19. PMID 8279933. doi:10.1001/archpsyc.1994.03950010008002.
- Lowe, P.A. (2003) Does a relationship exist between gender and anxiety across the life span?. Toronto, Canada: NASP
- McGee, R.; Feehan, M.; Williams, S.; Anderson, J. (1992). „DSM-III disorders from age 11 to age 15 years”. J Am Acad Child Adolesc Psychiatry. 31 (1): 50—9. PMID 1537781. doi:10.1097/00004583-199201000-00009.
- McLean, C. P.; Asnaani, A.; Litz, B. T.; Hofmann, S. G. (2011). „Gender differences in anxiety disorders: Prevalence, course of illness, comorbidity and burden of illness”. Journal of Psychiatric Research. 45 (8): 1027—1035. PMC 3135672 . PMID 21439576. doi:10.1016/j.jpsychires.2011.03.006.
- Nolen-Hoeksema, S. (2012). „Emotion regulation and psychopathology: The role of gender”. Annual Review of Clinical Psychology. 8: 161—87. PMID 22035243. doi:10.1146/annurev-clinpsy-032511-143109.
- Regier, D.A., Narrow, W.E., Rae, D.S. (1990). „The epidemiology of anxiety disorders: The Epidemiologic Catchment Area (ECA) experience”. J Psychiatr Res. 24: 3—14. PMID 2280373. doi:10.1016/0022-3956(90)90031-K. Suppl 2 3-14
- Regier, D.A., Narrow, W.E., Rae, D.S., Manderscheid, R.W., Locke, B.Z., Goodwin, F.K. (1993) The de facto US mental and addictive disorders service system. Epidemiologic catchment area prospective 1-year prevalence rates of disorders and services. 50  (2):  85-94
- Vanderlaan, D.P., Gothreau, L.M., Bartlett, N.H., Vasey, P.L. (2011). „Recalled separation anxiety and gender atypicality in childhood. A Study of Canadian Heterosexual and Homosexual Men and Women”. Archives of Sexual Behavior. 40 (6): 1233—40. PMID 21063904. doi:10.1007/s10508-010-9695-z.
- Zucker, K. J.; Bradley, S. J.; Lowry Sullivan, C. B. (1996). „Traits of separation anxiety in boys with gender identity disorder”. Journal of the American Academy of Child and Adolescent Psychiatry. 35 (6): 791—8. PMID 8682760. doi:10.1097/00004583-199606000-00019.

|  | Molimo Vas, obratite pažnju na važno upozorenje u vezi sa temama iz oblasti medicine (zdravlja). |